# Chaetomymar lepidum
Chaetomymar lepidum är en stekelart som beskrevs av Annecke och Doutt 1961. Chaetomymar lepidum ingår i släktet Chaetomymar och familjen dvärgsteklar. Inga underarter finns listade i Catalogue of Life.